# واريو لاند 4
واريو لاند 4 (بالإنجليزية: Wario Land 4)‏ هي لعبة منصات طورتها نينتندو للبحث والتطوير 1 ونشرتها نينتندو لنظام غيم بوي أدفانس في عام 2001 . يتعين على واريو جمع أربعة كنوز لفتح هرم وإنقاذ الأميرة شوكورا من المغنية الذهبية.

## الحبكة
يقرأ واريو الصحيفة عندما يلاحظ مقالًا عن هرم غامض موجود في أعماق الغابة. الأسطورة المتعلقة بالهرم هي قصة الأميرة شكورة، حاكمة الهرم، التي لعنتها المغنية الذهبية المجنونة بالمال.
دون إضاعة الوقت والنسيان أن يأخذ قيلولة منتصف الصباح، يقفز واريو في سيارته واريو ويقود إلى الهرم. عندما يدخلها، يجد قطة سوداء ويطاردها. عند القيام بذلك، يسقط على حافة الهاوية ويبقى داخل الهرم.
بعد أن شق طريقه عبر ممر الدخول ومعركة الرئيس سبويلد روتتين، اكتشف واريو أربعة ممرات جديدة. بعد الانتهاء من هذه الممرات، تمكن واريو من الوصول إلى الجزء الأعمق من الهرم، والذي انتهى به الأمر ليكون معقل المغنية الذهبية. يلتقي واريو بالقطة مرة أخرى، والتي تبين أنها الأميرة شكورة بنفسها.
يهزم واريو المغنية الذهبية ويخرج من الهرم بكل كنزه. يعتمد الشكل الذي يعود إليه شكورة على عدد صناديق الكنوز التي حصل عليها واريو من الرؤساء الآخرين من قبل وكذلك مدى سرعة هزيمة المغنية الذهبية (يمكن أن يتراوح هذا من طفل صغير، نسخة أنثى من واريو، أميرة تشبه بيتش. وفي النهاية، أميرة تشبه الأبطال الخارقين). تعطي شكورة واريو قبلة على خده وتصعد إلى الحياة الآخرة بينما يراقب واريو. بعد مغادرتها، أخذ واريو نهبته ويحتفل بالذهاب إلى بوفيه شرائح لحم بكل ما يمكنه أكله.

## أسلوب اللعب

يقفز واريو بين المنصات على مستوى مونسوون جنغل في ممر الزمرد. أمامه أربع بلورات زرقاء. وخلفه تمساح يقفز من الماء في محاولة لدغه.

تسمح طريقة اللعب في واريو لاند 4 (والتي تشبه بشكل عام أسلوب لعبتي واريو لاند 2 وواريو لاند 3) ببعض النهايات المفتوحة بالإضافة إلى بعض ترتيب الصعوبة. بعد ممر الدخول الذي يعد بمثابة برنامج تعليمي للعبة، هناك أربعة ممرات رئيسية: ممرات الزمرد والتوباز والروبي والياقوت، بترتيب الصعوبة. تم تصميم ممر الزمرد حول الطبيعة. تم تصميم ممر توباز حول الألعاب والألعاب وأفكار «وقت اللعب» الأخرى. تم تصميم ممر الروبي حول الميكانيكا والتكنولوجيا. تم تصميم ممر الياقوت حول الرعب والخطر، ويشتمل بشكل بارز على الأشباح وما شابه ذلك. بعد هذه الممرات الأربعة الرئيسية يوجد الهرم الذهبي «النهائي»، والذي يعمل كخلاصة لهذه الممرات الأربعة ويضم مستوى الممر الذهبي والرئيس النهائي.
على عكس الأجزاء السابقة، أصبح لدى واريو الآن مقياس صحة ينضب عندما يتعرض للضرر. إذا فقد واريو كل صحته، فسيتم طرده من المرحلة، ويفقد أي عناصر حصل عليها، ويجب أن يبدأ من جديد.

## إعادة الإصدار
تم تضمين اللعبة في قائمة ألعاب غيم بوي أدفانس المتوفرة للتنزيل لبرنامج «سفراء نينتندو 3دي أس» منذ 16 ديسمبر 2011.
تم إصدار اللعبة على وي يو فرتشول كونسول في اليابان في 30 أبريل 2014، وفي أمريكا الشمالية في 8 مايو 2014، وفي أوروبا وأستراليا في 5 يونيو 2014.

## التقييم
| استقبال |             |
| --- | ----------- |
| الدرجات الإجمالية المجموع نقاط غيم رانكينغز 85.34% ميتاكريتيك 88/100 نتائج المراجعة نشرة نقاط إلكترونك غيمينغ مونثلي 7.5/10 يورو غيمر 8/10 فاميتسو 33/40 غيم إنفورمر 8.5/10 غيم برو غيم سبوت 8.7/10 آي جي إن 9/10 نينتندو لايف نينتندو باور نينتندو ورلد ريبورت 9/10 |             |
| الدرجات الإجمالية |             |
| المجموع | نقاط        |
| غيم رانكينغز | 85.34%      |
| ميتاكريتيك | 88/100      |
| نتائج المراجعة |             |
| نشرة | نقاط        |
| إلكترونك غيمينغ مونثلي | 7.5/10      |
| يورو غيمر | 8/10        |
| فاميتسو | 33/40       |
| غيم إنفورمر | 8.5/10      |
| غيم برو | 4.5/5 stars |
| غيم سبوت | 8.7/10      |
| آي جي إن | 9/10        |
| نينتندو لايف | 9/10 stars  |
| نينتندو باور | 4/5 stars   |
| نينتندو ورلد ريبورت | 9/10        |

في الولايات المتحدة، باعت اللعبة 720,000 نسخة وحقق 20 مليون دولار بحلول أغسطس 2006. خلال الفترة ما بين يناير 2000 وأغسطس 2006، كانت اللعبة رقم 33 الأكثر مبيعًا التي تم إطلاقها لغيم بوي أدفانس أو نينتندو دي أس أو بلاي ستيشن بورتبل في ذلك البلد.
تلقت اللعبة إشادة من النقاد. أعطت آي جي إن اللعبة 9 من 10، أو "رائعة"، مستشهدة بتصميمها المدروس جيدًا وإمكانية إعادة التشغيل. صرحت غيم برو بأن اللعبة "تتميز برسومات رائعة وتأثيرات شفافية رائعة للمياه والضباب، فإن واريو لاند 4 تدفع غيم بوي أدقانس إلى حدودها المرئية". وعلق غيم سبوت قائلاً: "طريقة اللعب ضيقة ومتنوعة، والرسومات مفصلة ومشرقة، والصوت لا يعلى عليه". أشاد غيم سباي على اللعبة: "إضافة مسلية ومتنوعة وروح الدعابة بشكل لا يصدق إلى إرث ماريو / واريو. إنها مليئة بالتحديات والإبداع، ولكنها ليست محبطة تمامًا مثل واريو لاند 3." وأشار غيم إنفورمر "إنه ليس شيئًا جديدًا لعشاق واريو لاند، لكنها ممتعة مع ذلك ". صرحت نينتندو باور "إنها مجموعة مصقولة مقترنة بمزيج من الحركات، مما يجعل واريو لاند 4 لعبة ممتعة كثيراً جداً.
احتل واريو لاند 4 المركز الثاني في جائزة غيم سبوت السنوية «أفضل لعبة غيم بوي أدفانس» بعد أدفانس وارز. رشحت اللعبة لجائزة «أفضل لعبة منصات»، ولكنها خسرت أمام كونكرز باد فور داي.

## الملاحظات
1. ↑  تسمى في اليابان: واريو لاند أدفانس (بالإنجليزية: Wario Land Advance‎؛ باليابانية: ワリオランドアドバンス‎، ‏Wario Rando Adobansu؟)